# Санта Марина Салина
Санта Марѝна Салѝна (на италиански и на сицилиански: Santa Marina Salina) е село и община в Южна Италия, административно част от провинция Месина, автономен регион и остров Сицилия. Разположено е на 25 m надморска височина. Населението на общината е 894 души (към 2011 г.).
Санта Марина Салина е една от трите общини, намиращи се на остров Салина, един от Еолийските острови